# Квятковская, Зинаида Александровна
Зинаида Александровна Квятковская (28 октября 1911, Мир, Гродненская губерния — 18 апреля 1988, Ленинград) — советская актриса театра и кино, народная артистка РСФСР.

## Биография
Зинаида Александровна Квятковская родилась 28 октября 1911 года в окрестностях города Мир в Белоруссии. В 1920-х годах вместе с матерью переехала в Ленинград.
Служила в Ленинградском Театре драмы и комедии под руководством Якова Хамармера (сейчас Театр на Литейном). Театр постоянно выступал в различных местах Ленинградской области, чаще всего артисты играли выездные спектакли в районных домах культуры и сельских клубах.
Умерла 18 апреля 1988 года в Ленинграде, похоронена на Северном кладбище (14-й восточный участок).

### Личная жизнь
В 1931 году вышла замуж за Абрама Квятковского, который вскоре трагически погиб, незадолго до рождения их сына Владимира. Сына взяли на воспитание в большую семью его погибшего отца. Перед Великой Отечественной войной вышла замуж, родила дочь Галину.

## Награды и премии
- Заслуженная артистка РСФСР (18 июля 1956).
- Народная артистка РСФСР (8 августа 1973).

## Работы в театре
- «Последние» М. Горький — Мать
- «Филумена Мартурано» Э. де Филиппо — Филумена
- «Странная миссис Сэвидж» Дж. Патрик — Сэвидж
- «Красавец-мужчина», А. Н. Островский — Сосипатра
- «Мой сын» — Мария Александровна Ульянова
- «Салют динозаврам!» (1981)

## Фильмография
1. 1939 — Доктор Калюжный — Лена, девушка Калюжного
2. 1958 — Евгений Онегин — эпизод (нет в титрах)
3. 1959 — Горячая душа — мать Зои
4. 1967 — Четыре страницы одной молодой жизни — эпизод
5. 1982 — Вот опять окно… (новелла «Простите нас» Юрия Бондарева) — Марья Петровна, старая учительница